# Austinochernes andrewaustini
Espèce
Austinochernes andrewaustini est une espèce de pseudoscorpions de la famille des Chernetidae.

## Distribution
Cette espèce est endémique d'Australie. Elle se rencontre en Australie-Méridionale dans la chaîne du Mont-Lofty et au Victoria dans les monts Dandenong.

## Description
Le mâle holotype mesure 2,87 mm et la femelle paratype 2,66 mm.

## Systématique et taxinomie
Cette espèce a été décrite par Harvey en 2021.

## Étymologie
Cette espèce est nommée en l'honneur d'Andrew D. Austin.

## Publication originale
- Harvey, 2021 : « A new genus of the pseudoscorpion family Chernetidae (Pseudoscorpiones) from southern Australia with Gondwanan affinities. » Journal of Arachnology, vol. 48, no 3, p. 300–310 (texte intégral).